# I Know Why (And So Do You)
Clip vidéo
[vidéo] « Glenn Miller - Lynn Bari - I Know Why (And So Do You) », sur YouTube
[vidéo] « Glenn Miller - I Know Why (And So Do You) », sur YouTube
I Know Why (And So Do You) (litt., en français : « Je sais pourquoi (et toi aussi) ») est une chanson d'amour standard de jazz, composée par Harry Warren, avec des paroles de Mack Gordon (en),. Elle est enregistrée en 1941 par Glenn Miller et son big band jazz chez Bluebird Records et pour la musique du film Tu seras mon mari de la 20th Century Fox. 

## Historique
La chanson est interprétée deux fois dans le film Tu seras mon mari par le big band jazz de Glenn Miller (dans son propre rôle) et par son groupe vocal The Modernaires (en), puis synchronisée sur les lèvres des acteurs et actrices John Payne, Lynn Bari et Sonja Henie « Pourquoi les rouges-gorges chantent en décembre ? longtemps avant que le printemps n'arrive ? et même s'il neige, les violettes poussent..., je vois le soleil quand il pleut, et pourquoi je vois des arcs-en-ciel quand tu es dans mes bras ? je sais pourquoi et toi aussi... ». 
Glenn Miller interprète également dans ce même film ses trois autres tubes In the Mood, Moonlight Serenade, et Chattanooga Choo Choo.
Le single arrive 18e des palmarès des singles du Billboard américain, avec le titre Chattanooga Choo Choo (du même film) en face B.

## Reprises
Ce standard de jazz est repris par Glenn Miller pour de nombreux albums de sa carrière, et repris par de nombreux interprètes.

## Au cinéma, musique de film
- 1941 : Tu seras mon mari (Sun Valley Serenade), de H. Bruce Humberstone.
- 1954 : Romance inachevée, d'Anthony Mann (film biographique de Glenn Miller).
- 1954 : La Veuve noire, de Nunnally Johnson.
- 1990 : Memphis Belle, de David Puttnam.
- 2017 : La Forme de l'eau, de Guillermo del Toro.